# جایزه بزرگ فرانسه ۱۹۸۲
جایزه بزرگ فرانسه ۱۹۸۲ (انگلیسی: ‎1982 French Grand Prix‎)، که به‌طور رسمی با نام شصت و هشتمین جایزه بزرگ فرانسه شناخته می‌شود، یک مسابقهٔ موتوری در رشتهٔ اتومبیل‌رانی فرمول یک بود که در تاریخ ۲۵ ژوئیهٔ ۱۹۸۲ در پیست پل ریکارد واقع در لا کاستلت، ور، فرانسه برگزار شد. این گراند پری در میان ۱۶ گراند پری در فصل ۱۹۸۲، مسابقهٔ شمارهٔ ۱۱ بود.
در این مسابقه که در ۵۴ دور و به مسافت ۳۱۳٫۶۸۶ کیلومتر (۱۹۴٫۹۱۵ مایل) برگزار شد، پول پوزیشن توسط رنه آرنوکس کسب شد و سریع‌ترین زمان برای طی یک دور پیست که برابر با ۱:۴۰٫۰۷۵ بود نیز توسط ریکاردو پاتریس به ثبت رسید.
رنه آرنوکس از تیم رنو، آلن پروست از تیم رنو و دیدیه پرونی از تیم فراری به‌ترتیب مقام‌های اول تا سوم مسابقه را کسب کردند.

## رده‌بندی قهرمانی پس از مسابقه
| جایگاه | راننده      | امتیاز |
| ------ | ----------- | ------ |
| ۱      | دیدیه پرونی | ۳۹     |
| ۲      | جان واتسون  | ۳۰     |
| ۳      | آلن پروست   | ۲۵     |
| ۴      | نیکی لائودا | ۲۴     |
| ۵      | ککه روسبرگ  | ۲۳     |
| منبع:  |             |        |

| جایگاه | سازنده       | امتیاز |
| ------ | ------------ | ------ |
| ۱      | مک‌لارن-فورد  | ۵۴     |
| ۲      | فراری        | ۵۲     |
| ۳      | رنو          | ۳۸     |
| ۴      | ویلیامز-فورد | ۳۶     |
| ۵      | لوتوس-فورد   | ۲۰     |
| منبع:  |              |        |

یادداشت
- تنها پنج جایگاه نخست از هر رده‌بندی نمایش داده شده است.